# 팔메토 (영화)
《팔메토》(영어: Palmetto)는 미국에서 제작된 폴커 슐뢴도르프 감독의 1998년 네오누아르 스릴러 영화이다. 우디 해럴슨, 엘리자베스 슈, 지나 거숀 등이 출연하였고, 앨 콜리 등이 제작에 참여하였다.

## 줄거리
플로리다주 신문 기자 해리 바버는 지방 정부의 뿌리 깊은 부패를 파헤친 뒤 뇌물을 받아먹었다는 모함을 당해 감옥에 수감된다. 2년 뒤 전 경찰관의 새로운 증언으로 혐의를 벗고 출소한 해리는 지역 사회를 향한 원통한 마음이 가시지 않았음에도 플로리다 팔메토로 돌아온다.
이런 해리에게 마을에서 가장 부유한 인물의 새 아내 레이아 맬루가 접근하여 거절하기 어려운 제안을 한다. 레이아 자신과 의붓딸 오뎃이 납치된 척 꾸며 남편에게서 50만 달러를 뜯어낼 수 있게 돕는다면 그중 10%를 수고료로 주겠다는 것이다.

## 출연
- 우디 해럴슨 - 해리 바버 역
- 엘리자베스 슈 - 도널리 부인/레이아 맬루 역
- 지나 거숀 - 니나 역
- 롤프 호페 - 필릭스 맬루 역
- 마이클 래퍼포트 - 도널리 역
- 클로이 세비니 - 오뎃 역
- 톰 라이트 - 존 레닉 역
- 마크 매콜리 - 마일스 메도스 역
- 랠프 윌콕스 - 판사 역

## 기타 제작진
- 배역: 다이앤 크리턴든
- 미술: 클레어 저노라 보인
- 의상: 테리 드레스바크